# Параксиальное приближение
Параксиа́льное приближе́ние в геометрической оптике — рассмотрение только лучей, идущих под малыми углами к главной оптической оси. Параксиальное приближение применимо во многих оптических приборах и существенно упрощает теоретические расчеты.
Данное понятие геометрической оптики введено для удобства определения положения кардинальных точек центрированной оптической системы и её фокусных расстояний, так как в этом случае синусы и тангенсы углов, образуемых лучами с осью, могут заменять друг друга и, кроме того, могут быть заменены значениями углов в радианах.
Область, в пределах которой можно производить такие замены, принято называть нулевой, или параксиальной, областью. Формулы, выведенные для этой области на основе нулевых лучей, имеют простую математическую форму. 
В практике оптических расчётов параксиальные и нулевые лучи иногда различают, понимая под параксиальным лучом частный случай реального луча, а под нулевым лучом — условный (фиктивный) луч, преломляющийся не на преломляющих поверхностях, а на условных плоскостях, и засекающий на оптической оси отрезки луча параксиального.